# Hugo Skala
Hugo Skala (1833 – 17. září 1913 Štýrský Hradec) byl rakouský inženýr, stavitel a politik německé národnosti, na konci 19. století poslanec Říšské rady.

## Biografie
Profesí byl inženýrem. Působil jako stavební podnikatel a autorizovaný úřední inženýr.
Vystudoval Techniku ve Štýrském Hradci. Podílel se jako inženýr na výstavbě armádních vzdělávacích ústavů v Mariboru a Liebenau. Pak jako samostatný inženýr řídil opevňovací práce v Pule a výstavbu námořní akademie v Rijece. Od roku 1862 působil ve Štýrském Hradci. Podílel se na mnoha železničních stavbách.
Angažoval se i politicky. Od roku 1874 do roku 1880 a znovu v letech 1883–1889 zasedal v obecní radě ve Štýrském Hradci.
Byl také poslancem Říšské rady (celostátního parlamentu Předlitavska), kam usedl v doplňovacích volbách roku 1892 za kurii městskou ve Štýrsku, obvod Štýrský Hradec (předměstí). Nastoupil 26. dubna 1892 místo Julia Derschatty von Standhalt. Ve volebním období 1891–1897 se uvádí jako Hugo Skala, inženýr, bytem Štýrský Hradec.
Po vstupu na Říšskou radu roku 1892 se připojil k nacionalistickému klubu Deutschnationale Vereinigung (Deutsche Nationalpartei). Již před volbami se uvádělo, že má blízko k tomuto politickému směru, počátkem května 1892 se stal přímo členem této poslanecké skupiny.
Zemřel v únoru 1897.